# Michael Stocker (Grasskiläufer)
Michael Stocker (* 28. Mai 1983 in Wiener Neustadt) ist ein ehemaliger österreichischer Grasskiläufer. Er gehört der Nationalmannschaft des Österreichischen Skiverbandes an, gewann bisher drei Medaillen bei Weltmeisterschaften, vier Weltcuprennen und 27 österreichische Meistertitel.

## Karriere
Michael Stocker wohnt im niederösterreichischen Wiener Neustadt, gehört aber seit seinem fünften Lebensjahr dem Schiclub Neudörfl im Burgenland an. Seine schulische Ausbildung absolvierte er an der Skihauptschule Schladming und an der Tourismusschule Bad Ischl mit Schwerpunkt Skisport. Danach studierte er Sportwissenschaft.
Seine sportliche Karriere begann Stocker zunächst im alpinen Skisport. Mit dem Grasskilauf begann er 1996, als er eine Alternative zum teuren Gletschertraining im Sommer suchte. Nach mehreren Medaillengewinnen bei Juniorenweltmeisterschaften fuhr er am 27. August 2004 mit Rang drei im Riesenslalom von Nové Město na Moravě erstmals in einem Weltcuprennen auf das Podest. Am nächsten Tag kam er im zweiten Riesenslalom auf Platz zwei und in der Gesamtwertung der Saison 2004 belegte er damit den siebenten Platz. Eine weitere Weltcup-Podestplatzierung gelang ihm zu Beginn der Saison 2005 als Dritter im Slalom von L’Aquila. Mit weiteren vier Top-10-Resultaten erreichte er den vierten Gesamtrang. Bei der Weltmeisterschaft 2005 gewann er mit Rang vier im Slalom und Rang zehn im Super-G die Bronzemedaille in der Kombination; den Riesenslalom beendete er an elfter Stelle. Im Jahr 2005 wurde Stocker erstmals Österreichischer Meister in allen vier Disziplinen. Dies konnte er bis 2009 jedes Jahr wiederholen. Im Jahr 2010 gewann er drei österreichische Meistertitel in Slalom, Riesenslalom und Kombination, wurde aber im Super-G von Marcus Peschek um eine Zehntelsekunde geschlagen.
Ohne Spitzenergebnis im Weltcup blieb Stocker während der Saison 2006. Mit drei Platzierungen unter den besten zehn belegte er Rang sieben in der Gesamtwertung. In der Saison 2007 erreichte er beim Finale in Rettenbach in der Super-Kombination den zweiten Platz, in der Gesamtwertung fiel er jedoch auf den neunten Rang zurück. Bei der Weltmeisterschaft 2007 verfehlte er mit Rang vier im Slalom nur knapp die Medaillenränge. Im Riesenslalom wurde er Siebenter, im Super-G Elfter und in der Super-Kombination 14.

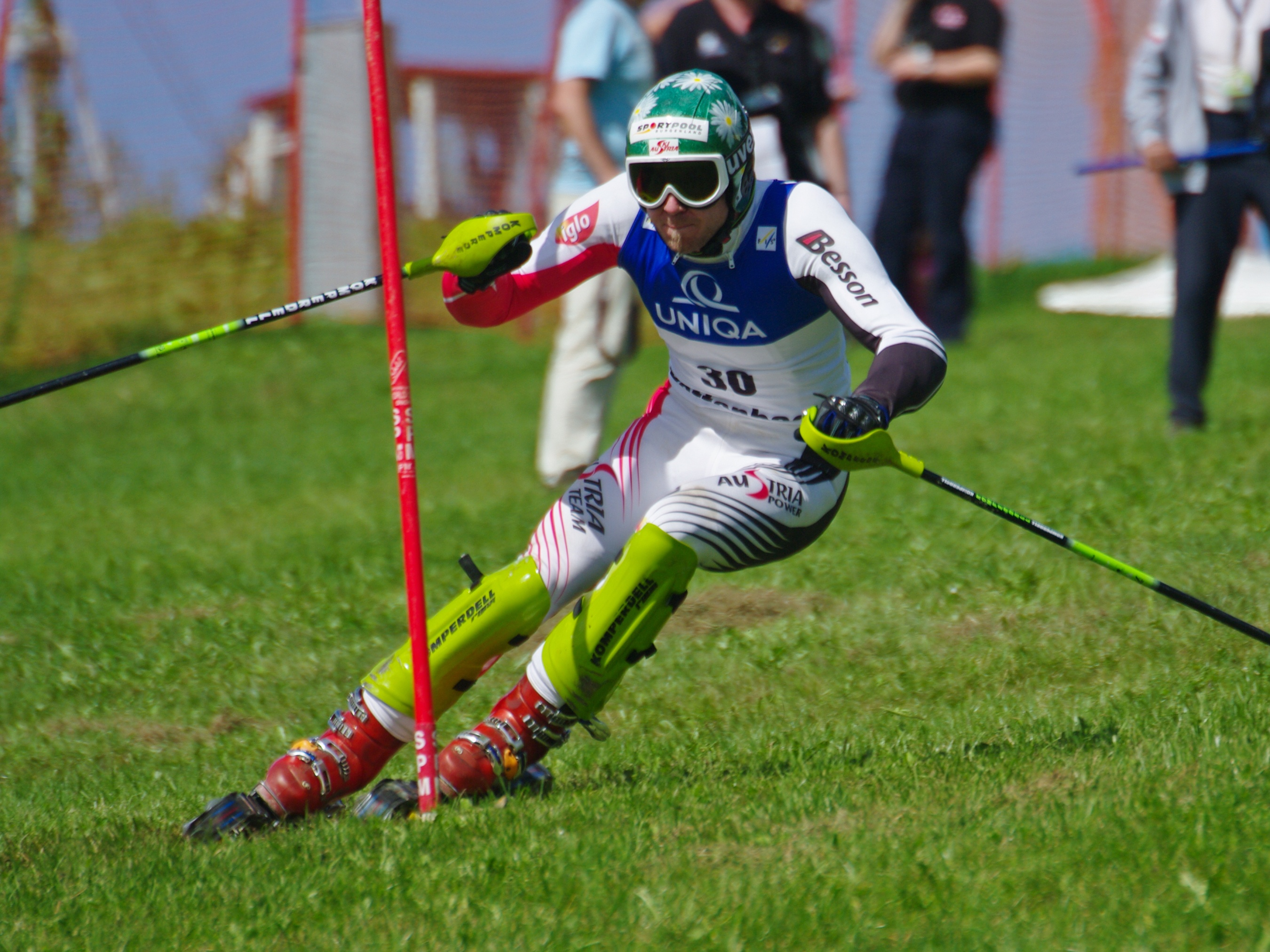
Michael Stocker im Slalom der Weltmeisterschaft 2009

In der Weltcupsaison 2008 konnte sich Stocker wieder deutlich steigern und feierte am 14. Juni in der Super-Kombination von Rettenbach seinen ersten Weltcupsieg. Seinen zweiten Weltcupsieg erzielte er am 8. August im Riesenslalom von Dizin. Mit weiteren vier Podestplätzen erreichte er hinter dem Italiener Edoardo Frau den zweiten Platz in der Gesamtwertung. Der dritte Weltcupsieg gelang Stocker am 30. August 2009 im Slalom von Maria Gugging, nachdem er in der Saison 2009 zuvor bereits dreimal Zweiter geworden war. In der Gesamtwertung belegte er Rang fünf. Bei der Weltmeisterschaft 2009 in Rettenbach gewann Stocker hinter dem Tschechen Jan Němec die Silbermedaille im Slalom. Im Super-G wurde er Fünfter und im Riesenslalom Siebenter. In der Super-Kombination schied er im Slalomdurchgang aus.
In der Weltcupsaison 2010 erzielte Stocker insgesamt fünf Podestplätze, davon zwei zweite Plätze im Riesenslalom von Dizin und im Super-G von Cesana San Sicario sowie drei dritte Plätze. Er konnte sich im Gesamtweltcup damit wieder um zwei Plätze verbessern und belegte hinter dem Tschechen Jan Němec und dem Italiener Edoardo Frau den dritten Platz. Seinen vierten Weltcupsieg feierte Stocker am 9. Juli 2011 im Slalom von Rettenbach, dem dritten Weltcuprennen der Saison 2011. Damit beendete er die Siegesserie von Jan Němec, der nach Stockers drittem Weltcupsieg im August 2009 15 Weltcuprennen in Folge gewonnen hatte (eines davon zeitgleich mit Jan Gardavský). Im Gesamtweltcup wurde Stocker wie im Vorjahr Dritter. Bei der Weltmeisterschaft 2011 in Goldingen gewann er hinter Domenic Senn und Jakob Rest die Bronzemedaille im Slalom. Im Riesenslalom wurde er Sechster und in der Super-Kombination Achter, nur im Super-G schied er aus.
Im Jahr 2012 erreichte Stocker zum dritten Mal in Folge den dritten Rang im Gesamtweltcup. Er fuhr in 5 der 12 Weltcuprennen auf das Podest, wurde jeweils Zweiter im Riesenslalom von Předklášteří sowie im zweiten Super-G von Dizin und dreimal Dritter. Wie im Vorjahr wurde er auch 2012 Österreichischer Meister im Super-G und in der (Super-)Kombination.
Neben dem Grasskisport ist Stocker auch weiterhin im alpinen Skisport aktiv. Er trainiert den Schülerkader des burgenländischen Skiverbandes und betreute Anfang des Jahres 2009 den iranischen Gras- und Alpinskiläufer Hossein Kalhor, um diesen auf seine ersten Rennen im alpinen Skiweltcup vorzubereiten. Er ist FIS-Grasski-Renndirektor. Auch die israelische Skiläuferin Noa Szőllős, die in Österreich auch die Ski-Handelsschule in Waidhofen an der Ybbs besuchte, trainiert in ihren Weltcup-Rennen.

## Erfolge

### Weltmeisterschaften
- Castione della Presolana 2003: 16. Riesenslalom
- Dizin 2005: 3. Kombination, 4. Slalom, 10. Super-G, 11. Riesenslalom
- Olešnice v Orlických horách 2007: 4. Slalom, 7. Riesenslalom, 11. Super-G, 14. Super-Kombination
- Rettenbach 2009: 2. Slalom, 5. Super-G, 7. Riesenslalom
- Goldingen 2011: 3. Slalom, 6. Riesenslalom, 8. Super-Kombination

### Juniorenweltmeisterschaften
(Ergebnisse erst ab 2002 bekannt)
- Nové Město na Moravě 2002: 2. Slalom, 2. Kombination 3. Super-G
- Goldingen 2003: 5. Riesenslalom, 24. Slalom

### Weltcup
- Saison 2004: 7. Gesamtrang
- Saison 2005: 4. Gesamtrang
- Saison 2006: 7. Gesamtrang
- Saison 2007: 9. Gesamtrang
- Saison 2008: 2. Gesamtrang
- Saison 2009: 5. Gesamtrang
- Saison 2010: 3. Gesamtrang
- Saison 2011: 3. Gesamtrang
- Saison 2012: 3. Gesamtrang
- 4 Siege und weitere 23 Podestplätze

#### Weltcupsiege
| Datum           | Ort           | Land       | Disziplin         |
| --------------- | ------------- | ---------- | ----------------- |
| 14. Juni 2008   | Rettenbach    | Österreich | Super-Kombination |
| 8. August 2008  | Dizin         | Iran       | Riesenslalom      |
| 30. August 2009 | Maria Gugging | Österreich | Slalom            |
| 9. Juli 2011    | Rettenbach    | Österreich | Slalom            |

### Österreichische Meisterschaften
- Stocker ist 27-facher Österreichischer Meister: 6× Slalom, 6× Riesenslalom, 7× Super-G, 8× Kombination

## Auszeichnungen
- 2006: Goldenes Verdienstzeichen der Republik Österreich[4]